# Pamětní medaile 22. střeleckého pluku Aragonského
Pamětní medaile 22. střeleckého pluku Aragonského, je pamětní medaile, která byla založena v roce 1948 při výročí vzniku této jednotky.
Medaile se předávala v jednoduché papírové etuji s malou stužkou a potvrzujícím dekretem. Medaile je ražena z bronzu